# 鉄拳 (お笑い芸人)
鉄拳（てっけん、1972年〈昭和47年〉5月12日 - ）は、日本のお笑い芸人、イラストレーター。自称「超未来戦士」。本名は倉科 岳文（くらしな たけふみ）。長野県大町市出身。信濃大町観光大使。吉本興業東京本社（東京吉本）所属。

## 経歴
元々は漫画家志望で、長野県大町北高等学校在学中の1989年にちばてつや賞（期待賞）に入選したが、次の作品が全く賞にもひっかからない出来であり、漫画家の夢を断念。高校卒業後は二番目の夢であったプロレスの世界に飛び込む。FMWに入団したが、レフェリーとしての採用だったことに気付き、すぐに退団した。なお、同期には新井健一郎（DRAGON GATE）がいる。退団後は、俳優としての活動を開始。1995年に劇団東俳に入団するものの、滑舌が悪いことが災いし、すぐに退団した。
挫折の繰り返しだったが、これらの経歴を逆手にとって、滑舌の悪いレスラーの格好をしたゴツイ男が得意の絵を活かして芸をしたらどうだろうと考え、1997年に、お笑いプロダクション「オフィス★怪人社」に入団。独特の風体のお笑い芸人・鉄拳としての活動を始める。『爆笑オンエアバトル』（NHK総合）や、『めちゃ×2イケてるッ!』（フジテレビ）、『たけしの誰でもピカソ』（テレビ東京）などに出演して人気に火がつく。単行本『こんな○○は××だ! 1・2・3』（扶桑社）はベストセラーになった。
その後、個人事務所「鉄拳社」に籍を移すが、唯一いたマネージャーが退社したことで全ての仕事を一人ですることになってしまい、体を壊して8か月間休養することになった。2007年9月、マネージャー不在を解消するために吉本興業へ移籍することになったが、仕事が徐々に減っていったことに加え、周りの吉本芸人の凄さに圧倒され、芸人としての自信を徐々に失っていき、2011年夏に芸人を辞めることを決断する。
辞める日も決まっており、その日まで淡々と仕事をこなす日が続いていたが、吉本芸人がカラオケのビデオにパラパラ漫画を描くという企画で、他の芸人がドタキャンしたため、急遽絵の描ける芸人としてオファーが入り、これを受ける。鉄拳は吉幾三の『俺ら東京さ行ぐだ』を手掛けたが、これがテレビのプロデューサーなどの目に留まり、パラパラ漫画家としてテレビ出演が増え、芸人廃業を撤回する。
翌2012年3月17日深夜にフジテレビのDO!深夜枠で放送された番組『ワンフレーム』の企画で、中田敦彦（オリエンタルラジオ）、川島邦裕（野性爆弾）、京本有加と共にパラパラマンガの制作（競作）に挑み、イギリスのロックバンドMUSEの楽曲『エクソジェネシス（脱出創世記）：交響曲第3部（あがない）』をバックに、左右に揺れる振り子の中に夫婦の半生をマジックペンで描いた『振り子』を発表する。この『振り子』がYouTubeにアップロードされると（当初アップロードされたバージョンは番組をそのままアップロードしたものであったことから著作権侵害の疑いにより削除された。2021年現在は本人の公式チャンネルにアップされている）、日本国内のみならず海外を含めて一躍注目を集めることになる。これがMUSE関係者の耳にも届き、逆に『振り子』の映像が『エクソジェネシス（脱出創世記）：交響曲第3部（あがない）』の公式プロモーションビデオに採用され、全米・ヨーロッパなどで配信された。
この一連の動きはテレビニュースやドキュメンタリー番組でも取り上げられた。パラパラマンガの仕事が急増し、毎日10時間以上、週に6日（おはスタ出演のある水曜日以外）は自宅にこもってパラパラマンガを書いているという。2013年1月1日に配信された日テレNEWS24のインタビューに対し、鉄拳は「2012年はパラパラ漫画で大反響があった年になりました。振り返るとずーっとパラパラ漫画を描いていて、お笑いの仕事はほとんどしていません!」と語る。この再ブレイクもあり、2012年に第22回東京スポーツ映画大賞と同時開催された第13回ビートたけしのエンターテイメント大賞のカムバック賞を受賞。2013年には第42回日本漫画家協会賞特別賞（「振り子」）を受賞した。2016年には、「社会を明るくする運動」への功績が評価され法務大臣感謝状を贈られた。
2013年5月、故郷大町市の観光大使に就任する。
2025年放送の『べらぼう〜蔦重栄華乃夢噺〜』でNHK大河ドラマに初出演し、絵師・礒田湖龍斎役を演じた。

### 芸風
スケッチブックを持ち、自筆のイラストを見せながら滑舌の悪いトークで「こんなものはいやだ」というフリップネタ（めくり芸）をする。主にブラックユーモアを基本としているが、当初は必ずやっていた「ガビーン」（首吊りネタ）は、「子どもには受けるが、やはり保護者には受けない」と自身の著書『鉄拳劇場』（ぶんか社）で吐露しており、最近は控え気味である。また、ネタにちなんだBGMをバックにネタをしている。

## エピソード
- 芸名の由来はナムコ（後のバンダイナムコゲームス）が発売している『鉄拳』シリーズ[14][15]。オフィス★怪人社に入団の際、逆モヒカンのスタイルでロードウォリアーズのメイクをし「鉄拳親父（鉄拳の三島平八という意味）」という芸名でやりたいと、社長のIKKANに申し出た。ところが「『親父』は省いていい、鉄拳で行こう」と言われ、「鉄拳」となったと言われている[要出典]。
- 子どもの頃より『週刊少年ジャンプ』を愛読しており、特に『キン肉マン』のファンであった。のちに『キン肉マンII世』で読者から新キャラクターを募った際には「阿羅漢（アラハン）」を考案し応募、採用されて作中に登場した。週刊少年ジャンプの読者投稿コーナー『ジャンプ放送局』の投稿戦士になりたくて、ネタを書いたハガキを何度も投稿したことがある。しかし掲載されることはなかった[16]。
- カプセルトイで鉄拳のソフトビニール製人形が発売されたり、プライズゲームの景品ぬいぐるみになったりしている。
- 大町市立仁科台中学校出身で[17]、中学在学時から聖飢魔IIのファンであり、2005年の聖飢魔II再集結ライブ（地球デビュー20周年記念ミサ）の際にゲストとして登場し、処刑（ルーレット）の儀式を受けた。この際、（閣下をネタにした）得意のパラパラ漫画も披露した（DVDビデオでは事情により、早送りで編集されている）。
- 高校生の時に、出身地大町市の木崎湖畔にある貸しボートやレンタルサイクル、レストランを営む「星湖亭」でアルバイトをしていたことがある。同店は、映画『男はつらいよ 寅次郎あじさいの恋』、『犬神家の一族』や、アニメ『おねがい☆ティーチャー』『おねがい☆ツインズ』などの舞台となったことがある。
- 父親はお笑いが嫌いで、自分がお笑いの仕事をしていることは隠し、アルバイトでしていた警備や建設現場の仕事を「正社員として就職した」と言っていた。しかし『笑いの金メダル』で自分がお笑い芸人であることをばらしたところ、父親から「頑張れよ」と言われた。なお建設現場の仕事は、ゼネコンの鉄建建設の現場を担当していたこともある。[18]
- 2011年2月1日の『ライオンのごきげんよう』の出演の際には、素顔で銀髪のカツラをした別キャラを披露した[19]。公式ブログによれば、「戦え!僕らの愛センチュリー」という新ユニットを結成し、2009年あたりから内緒でライブで披露していたとのこと[20]。前述の大河ドラマ『べらぼう』でも素顔で礒田湖龍斎役を演じている[13]。
- 不健康であり実際に病院に行くほどの病気になったこともあることから健康法や養生にこだわっている[21]。

## 出演番組

### テレビドラマ
- 海の上の診療所（フジテレビ、2013年10月14日 - 12月23日）- 高瀬信吉 役 ※倉科岳文 名義。EDアニメも担当。
- 大河ドラマ べらぼう〜蔦重栄華乃夢噺〜（2025年1月26日 - 、NHK） - 礒田湖龍斎 役[12]

### テレビアニメ
- MAJOR 2ndシーズン（NHK教育） - 上河内の愛犬・ゴロー 役

### 過去
- たけしの誰でもピカソ（テレビ東京）
- おはスタ（木曜日→水曜日→木曜日レギュラー、「鉄拳王」として登場するが、2008年4月より「レオナルド・ダ・テッケン」と改める。また2014年4月から「スーパーテッケン」に改めた）（2003年4月 - 2015年3月、2020年8月25日[注 1]）（テレビ東京）
- ギャグコロスタジオ（テレビ東京）
- 壮絶バトル!花の芸能界（日本テレビ）
- サンデージャポン（TBS）
- 笑いの金メダル（テレビ朝日）
- お笑いLIVE10!（TBS）
- エンタの神様（日本テレビ）キャッチコピーは「お笑い界の怪人」
- 爆笑オンエアバトル（NHK総合）戦績3勝1敗 最高469KB
- めちゃ×2イケてるッ!（フジテレビ）
- 白黒アンジャッシュ（千葉テレビ）
- うまプロ!U-1グランプリ（フジテレビ）
- みんなでニホンGO!（NHK総合）
- ライオンのごきげんよう（フジテレビ）
- 笑っていいとも!（フジテレビ）
- One more night
- 神宮前アパート203号室
- HOT WAVE
- V-clips
- 優しい人なら解ける クイズやさしいね（フジテレビ）

## CM
- 帰ってきた!春のウルトラキャンペーン2005（CSファミリー劇場）
- ミロックス（秋田パチンコ店）
- コカコーラベンダー（チンパンジーの声）
- ファイザー・アネトン鼻スッキリアロマ（コンセントくんの声）
- 「パールショップともえ」（千葉県・茨城県に展開するパチンコ店）
- サイバーステップ オンラインクレーンゲーム「トレバ」(2020年8月1日 -) [22]

## パラパラマンガ制作

### PV
- RAM WIRE『名もない毎日』
- 馬場俊英『弱い虫』
- MUSE [23]
  - 『エクソジェネシス（脱出創世記）：交響曲第3部（あがない）』
  - 『フォロー・ミー』
  - 『アフターマス』
- SEKAI NO OWARI『銀河街の悪夢』『プレゼント』
- おはガールちゅ!ちゅ!ちゅ!『サヨナラのかわりに2013』 監督・原画も担当。 ※アニメーション制作会社XEBECとのコラボ
- AKB48
  - 『So long !』
  - 『夢の河』
  - 『ファースト・ラビット』
- 優里『ビリミリオン』

### CM
- ニンテンドー ゲームキューブのゲーム『カイジュウの島』(2004年)[24]
- 小学館集英社プロダクション ドラゼミ『全力疾走編』[25]
- 福岡市 飲酒運転撲滅キャンペーン[26][27]
- エイブル保証[28]
- マルハニチロ食品 企業 『おいしい人生』
- 花王 WEB限定スペシャルムービー『小さな便り、大きな便り。』[29]

### テレビ
- 連続テレビ小説『あまちゃん』（NHK総合、2013年4月 - 9月）オープニング、劇中アニメーション
- 深層NEWS（BS日テレ・日テレNEWS24、2013年9月 - 2016年12月）タイトルアニメーション
- 海の上の診療所（フジテレビ、2013年10月 - 12月）- エンディングアニメーション、役者として本編にも出演。

### その他
- 信濃毎日新聞 創刊140周年記念 『家族のはなし』 [30]
- 約束[31]（音楽：高木正勝、製作：濱田佳治、監督：石田悠介、提供：保険市場）を『テレビシャカイ実験 あすなろラボ』および YouTube にて公開。
- 国立科学博物館　2014年特別展「医は仁術」映像シアター「受け継がれる仁」
- シマンテック ノートン インターネットセキュリティキャンペーン『鉄拳×Norton presents キズナ』[32]
- 映画『ベイマックス』プロモーションビデオ[33]
- 日本郵便 郵便年賀.jp『年賀のキヅナ』[34]
- JR西日本「ホームからの転落等防止に向けた啓発活動[35]」・「列車でつながる、みんなの夏 - 夏休み列車旅博[36]」・「プラットホームで助け合い。[37]」
- いすゞ自動車「プライド」※トラックドライバー応援賛歌[38]
- くらしの友 公式サイト配信作品[39]
  - 「お父さんは愛の人」
  - 「母のサポーター」
- ドラゴンクエストX 冒険者たちのきせき EPISODE③ 時と場所を越えて、アストルティアで出会って[40]
- 東京シティ競馬「大井の帝王」[41]

#### CDジャケット
- 天野春子（小泉今日子） - シングル『潮騒のメモリー』（2013年7月31日、ビクターエンタテインメント）[42]
- デーモン閣下 - アルバム『うただま』（2017年11月8日、アリオラジャパン）[43]

## 雑誌連載
- 『週刊ザテレビジョン』（角川書店）
- 『スカイパーフェクTV!ガイド』（東京ニュース通信社）
- 『iモードで遊ぼう!』（アスキー・メディアワークス）

## 本
- 作品集『こんな○○は××だ! 1・2・3』（扶桑社）
- 『鉄拳劇場』（ぶんか社）
- 『鉄拳大百科』（イーストプレス）
- おはスタネタ帳!鉄拳王の「こんなおはスタは夜にやれ」（小学館プロダクション）
- おはスタネタ帳!3 鉄拳王の「あそびつくっちゃいました」（小学館プロダクション）
- 『振り子』（小学館）
- おはスタ天才ネタ帳! レオナルド・ダ・テッケンの天才!あるあるスクール 冬・春コレクション（小学館集英社プロダクション）
- おはスタ天才ネタ帳! レオナルド・ダ・テッケンの天才!あるあるスクール 夏・秋コレクション（小学館集英社プロダクション）
- おはスタ天才ネタ帳! レオナルド・ダ・テッケンの天才!あるあるスクール スペシャルコレクション（小学館集英社プロダクション）
- おはスタ"スーパー"ネタ帳! スーパーテッケンのレッツ!ドリーム小学生（小学館集英社プロダクション）
- エスパー鉄拳のアニマッチ占い（双葉社） - 「エスパー鉄拳」名義（エスパー伊東との共同筆名）
- 『目の見えない精神科医が、見えなくなって分かったこと』（著：福場将太、サンマーク出版） - カバーイラスト担当

## 映画
- 『振り子』（2015年） - 原作
- 『家族のはなし』（2018年） - 原作・アートディレクター

## DVD
- 『絵がうごく こんな○○は××だ!』
- 『禁じる鉄拳』
- 『鉄拳パラパラ漫画作品集 第一集』
- 『鉄拳パラパラ漫画作品集 第二集』

## ゲーム
- 『半熟英雄対3D』（スクウェア・エニックス） - ボスキャラとして登場。
- 『半熟英雄4　7人の半熟英雄』（スクウェア・エニックス）
- 『鉄拳4』（ナムコ） - コミッショナーとして認定される

## 展覧会
- 『鉄拳のパラパラマンガの世界展』
- 『鉄拳のパラパラ漫画展』[44]